# Basile Doukas Kamateros
Basile Doukas Kamateros (en grec moderne : Βασίλειος Δούκας Καματηρός)  est un aristocrate byzantin et un haut fonctionnaire.
Basile est le fils de l'officiel et théologien Andronic Doukas Camateros, et le frère de l'impératrice Euphrosyne Doukaina Kamatera, épouse d'Alexis III Ange (r. 1195-1203). Un parent de la famille impériale - sa grand-mère Irène Doukaina est probablement une fille du protostrator Michel Doukas, beau-frère d'Alexis Ier Comnène (r. 1081-1118) - il occupe le rang élevé de sebaste et, en 1166, il occupe le poste de protonotaire.  En 1182, il avance au poste de logothète du Drome, mais est renvoyé, aveuglé (apparemment d'un seul œil) et banni en Russie quand Andronic Ier Comnène (r. 1182-1185) prend le pouvoir. 
Il revient à Constantinople et est de nouveau Logothète du Drome sous Isaac II Ange (r. 1185–1195),  puis reste actif à la cour sous son beau-frère Alexis III.  Après la quatrième croisade, il s'enfuit dans l'empire de Nicée, établi par son neveu Théodore Ier Lascaris, qui en 1209/10 l'envoie en ambassade auprès du roi de Cilicie arménienne, Léon II.